# Bishopiana hypoarctica
Bishopiana hypoarctica är en spindelart som beskrevs av Kirill Yeskov 1988. Bishopiana hypoarctica ingår i släktet Bishopiana och familjen täckvävarspindlar. Inga underarter finns listade.